# Гарячий шоколад

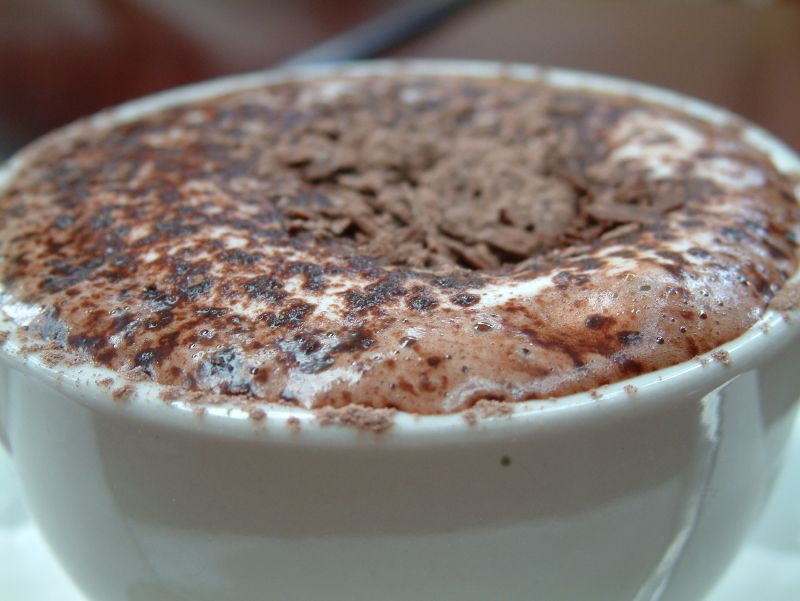
Чашка гарячого шоколаду

Гарячий шоколад, какао-напій або просто какао — напій, до складу якого входять какао, молоко або вершки і цукор. Напій зазвичай безалкогольний. До XIX століття гарячий шоколад використовувався і в медичних цілях.
Сьогодні існують два основні різновиди напою какао:
1. Гарячий шоколад готують з розтопленого плиткового шоколаду виключно на молоці з додаванням ванілі, цукру, кориці і збивають його до стану піни.
2. Цей різновид (зазвичай називають какао) варять на воді і молоці з порошку какао, або розчиняють порошок какао у холодному молоці.

## Історія

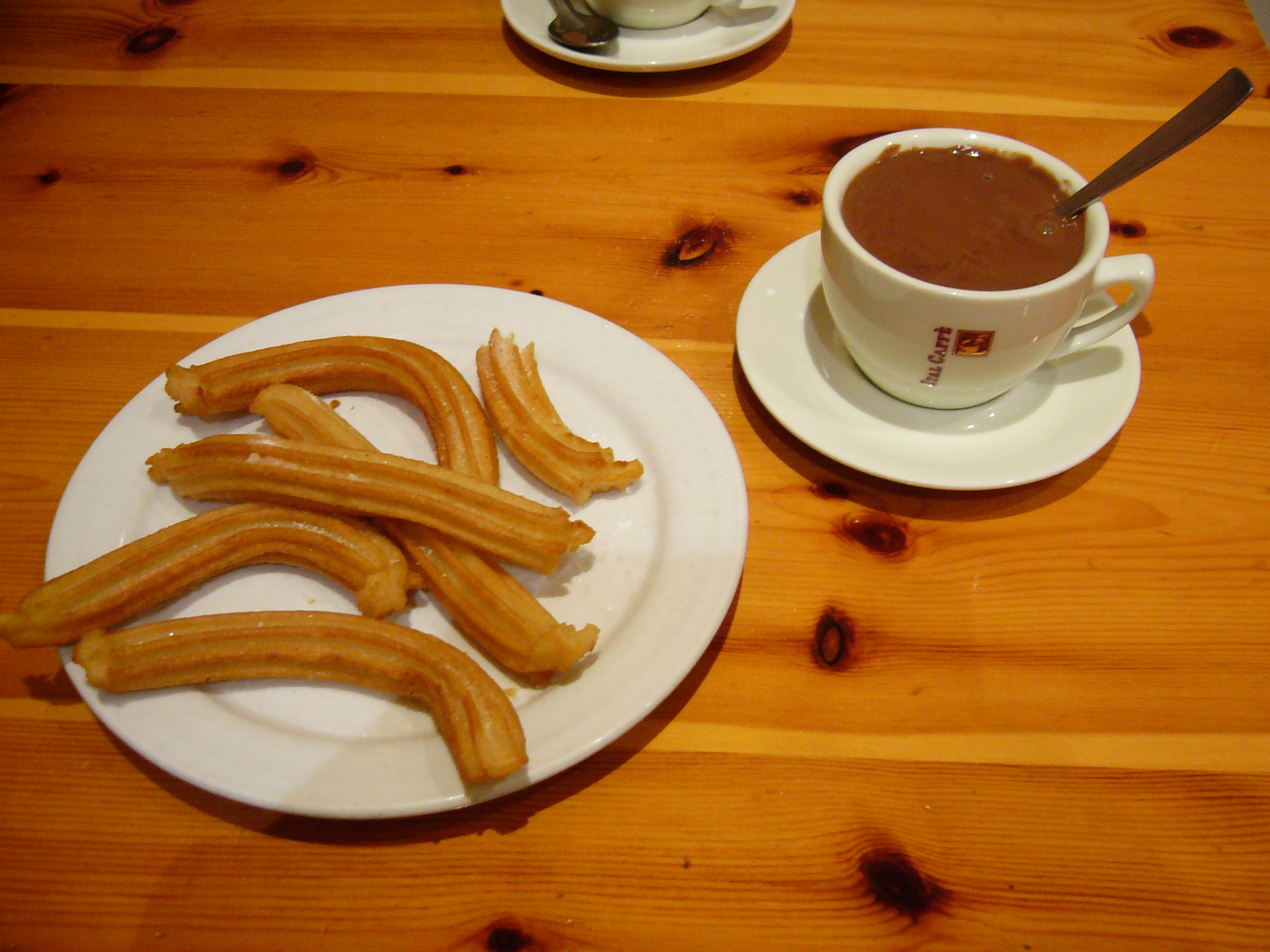
Традиційний в Іспанії гарячий шоколад, поданий разом з чурос

У тропічній Америці доколумбових часів з бобів какао виготовлялися холодні, часто не підсолоджені напої, які мали мало спільного з сучасним какао. Їх пили лише чоловіки знатного походження, воїни, шамани і призначені для жертвопринесень люди. Через вміст у напої алкоголю його не давали жінкам і дітям.
У 1519 році на узбережжі Мексики висадився іспанський генерал Ернан Кортес. На прийомі, влаштованому на честь гостей, вождь ацтеків Монтесума II пригощав іспанців збитим густим напоєм з какао-бобів з ваніллю, пекучим перцем і спеціями, який подавали в чашах з чистого золота. Цей напій ацтеки називали «чоколатль» (пінна вода). Від ацтекського chocolatl і пішло слово chocolate — «шоколад». Чоколатль індійці пили холодним, будучи упевненими, що він — джерело мудрості і підвищує потенцію, якою особливо славився Монтесума. Він випивав у день велику кількість чоколатля, який, за його словами, «молодив тіло і прояснював розум».
1527 року після повернення на батьківщину Кортес привіз з собою разом з какао-бобами й спосіб приготування чоколатля. Згодом почалися регулярні поставки какао з плантацій Мексики, що належать Кортесу. Все, що стосувалося шоколаду, стало державною таємницею іспанського королівства, за її порушення було страчено понад 80 осіб. Шоколадом займалися ченці-єзуїти. Поступово вони стали додавати до тертих какао-бобів мед, прибрали з рецептури перець чилі, а пізніше для приємного запаху стали додавати ваніль. Для кращої розчинності напій нагрівали, і виявилося, що в гарячому вигляді він смачніший.
У 1606 році у флорентієць Франческо Карлетті ввів в ужиток цей напій в Італії. Карлетті вдалося навчитися складанню оригінального шоколадного напою у черниць мексиканського міста Оахака. Італійці високо оцінили споживчі властивості продукту і першими налагодили масове шоколадне виробництво. Шоколадний напій став однією з найприбутковіших імпортних статей Італії.
Шоколадні кафе стали відкриватися у всіх великих містах Італії, перш за все у Перуджі. З Італії шоколад потрапив до Німеччини, Австрії та Швейцарії.
Дочка іспанського короля Анна Австрійська стала дружиною французького короля Людовика XIII і популяризувала свій улюблений напій у Франції. Гарячий шоколад був улюбленим напоєм і французького короля Людовика XIV, його дружина, Марія-Терезія Австрійська, говорила, що найбільше в житті любить свого чоловіка і шоколад.
1621 року Західна індійська Компанія, яка імпортувала какао для Іспанії через порт Амстердама, стала масово продавати невеликі партії контрабандного какао іноземним торговцям. Таким чином, сировинна монополія іспанців була підірвана остаточно.
Чашка гарячого шоколаду на десерт стала ознакою гарного смаку у вищому суспільстві всієї Європи, знаком достатку і респектабельності. Йому приписувалися різні лікувальні властивості, у тому числі властивості афродизіака.
У ті часи шоколад продавався пресованим у великих плитах, від яких відламувалися шматки і продавалися на вагу. У цих плиток не додавався ні цукор, ні молоко і вони не були призначені для їжі. Напій виготовлявся з додаванням води й цукру за смаком і бажанням клієнта. Його готували у спеціальному посудині з коротким носиком, довгою дерев'яною ручкою і кришкою з отвором для збивалки, щоб добре його спінити. Гарячий шоколад був густим і дуже жирним, на його поверхні плавала плівка масла, яку доводилося знімати ложкою. у XVIII столітті шоколад починають пити з чашок на блюдцях, щоб не пролити дорогий напій.
Гарячий шоколад був достатньо міцним, але згодом у нього стали додавати молоко (першими це зробили англійці у 1700 році), що додало шоколаду необхідну легкість. У цю пору шоколад значно дешевшає і стає доступнішим.
У середині XVIII століття у Франції відкрилися перші кондитерські, де кожен охочий міг поласувати цим напоєм. До 1798 року в Парижі налічувалося вже близько 500 таких закладів. А в Англії шоколадні клубні будинки стають популярнішими за чайні та кавові салони.
У 1765 році про шоколад дізнаються і у США завдяки Джону Ханнону, послу Великої Британії, а також доктору Джеймсу Бейкеру, який на паях з Ханноном побудував першу шоколадну фабрику в Америці у штаті Массачусетс.
1828 року голландський хімік Конрад Йоганн ван Хаутен зробив революційний винахід. Його прес дозволив віджимати зайве масло з порошку какао, він ставав більш рихлим і легко розчинявся у воді і молоці. Якість гарячого напою покращилась. Але найголовнішим виявилося відкриття того, що додавання отриманого какао-масла у колишній порошковий шоколад дозволило добитися його затвердіння. Так з'явився сучасний твердий шоколад.
З 1848 року практично одночасно всі європейські країни перейшли на рецептуру шоколаду, яка використовується досі. У терте какао з цукром і ваніллю додавали 30-40% какао-масла і випускали справжній «твердий» шоколад.

## Речовини гарячого шоколаду
Гарячий шоколад містить комплекс корисних речовин:
1. Фенілефіламін
2. Теобромін
3. Цинк і залізо
4. Пігмент меланін
5. Флаваноли
6. Білки і жирні кислоти
7. Клітковина і вітаміни

## Види та рецепти приготування
У залежності від способу приготування, кількості інгредієнтів та спецій розрізняють такі рецепти гарячого шоколаду:
- Гарячий шоколад по-французьки[2]
- Гарячий шоколад по-іспанськи[2]
- Гарячий шоколад по-мексиканськи[2]
- Гарячий шоколад із цукатами[2]
- Гарячий білий шоколад із коньяком[2]
- Бельгійський гарячий шоколад[3]
- Гарячий шоколад з перцем чилі[3]
- Гарячий шоколад з додаванням білого шоколаду[3]
- Гарячий шоколад з бренді[4]

## Гарячий шоколад у мистецтві
Швейцарський живописець Жан Етьєн Ліотар у середині 40-х років XVIII століття створив картину «Шоколадниця».